# نوراستنی

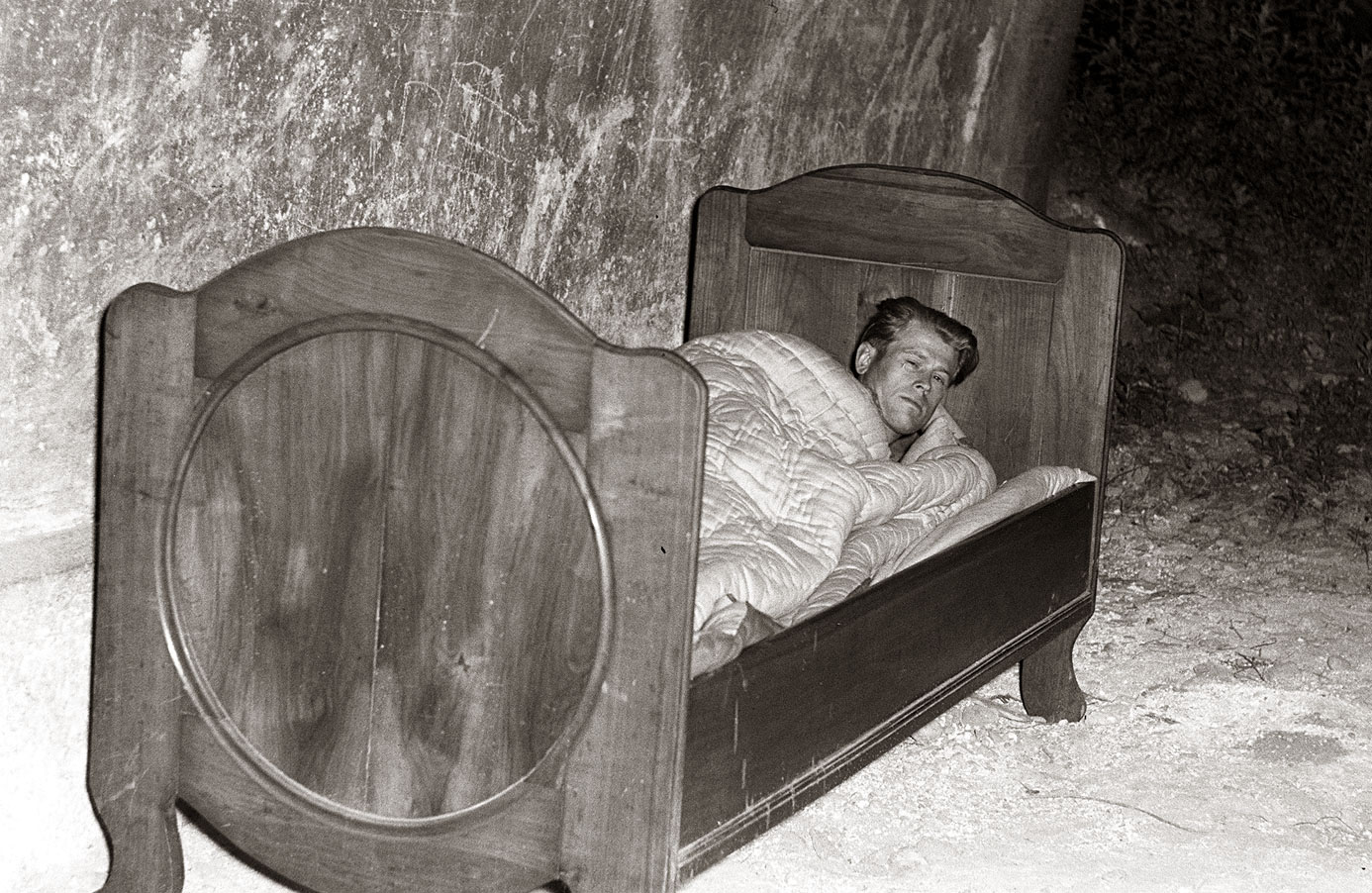
بیمار مبتلا به نورآستنی

نورآستنی (انگلیسی: Neurasthenia)، ضعف اعصاب‏

## نورآستنی
نورآستنی (وهن العصبی‏)، یکی از بیماری‌های عصبی است که نشانه‌های آن عبارت است از احساس رنج شدید، سختی‌ها و دشواری‌های بدنی و نفسانی همراه با ترس و سردرد که کار و کوشش را غیرممکن می‌سازد. ضعف همراه با پریشانی و پژمردگی را نیز «وهن» می‌نامند.

## مفهومبیمارینورآستنی
اختلال نورآستنی یک بیماری با تعریف مبهم و علت نامشخص تحت عنوان خستگی و در گروه ضعف و ناتوانی نامشخص طبقه‌بندی شده‌است. این بیماری در سیستم عصبی فرد تأثیر می‌گذارد و فرد را به شدت تحریک پذیر و خسته می‌کند. به طوری که فرد آمادگی برای انجام جرم پیدا می‌کند.

## علل پیدایش نوراستنی
به نظر متخصصان علل پیدایش نورآستنی عبارتست از:
1. بی خوابی‌های زیاد
2. افراط در کارهای فکری
3. عوامل عفونی (ویروسها)
4. اختلالات سیستم عصبی
5. اختلالت روحی و روانی

## بی خوابی
مبتلایان به نورآستنی ممکن است مجنون تلقی شوند، با توجه به علل پیدایش نوراستنی می‌توان گفت، بی خوابی زیاد و افراط در کارهای فکری دو نوع اثر فیزیولوژیک عمده دارد. اولاً اثرات روحی خود سیستم عصبی. ثانیاً روی سایر سیستم‌های عصبی بدن.
باید دانست فقدان خواب روی اعمال سیستم عصبی مرکز اثر می‌گذارد. بیداری طولانی غالباً همراه با اختلال پیش روندهٔ نتایج فکری بوده به طوری که حتی موجب فعالیت‌های رفتاری غیرطبیعی می‌شود.

## نوراستنی خفیف و حاد
نوراستنی اگر خفیف باشد جزء نوروزها (روان نژندی‌ها) است ولی اگر به مرحله جنون برسد، فرد مجنون محسوب می‌شود.